# Герб Зимбабве
Герб Зимбабве принят 21 сентября 1981 года. Это было сделано через год и пять месяцев после принятия национального флага.

## Описание
Герб изображает двух лесных антилоп, стоящих на вершине земляного кургана, который состоит из стеблей пшеницы, хлопка, и ростков кукурузы. Внизу также располагается надпись с Зимбабвийским национальным девизом «Единство, Свобода, Труд» (англ. Unity, Freedom, Work).
Кроме того, на гербе есть щит зелёного цвета, с 14 волнами в верхней части. Волны чередуются с белыми и синими линиями. В центре щита изображены древние руины — Большой Зимбабве. За щитом располагаются сельскохозяйственная мотыга (с левой стороны) и АК-47 (справа), которые связаны между собой с скрученными полосками зелёного и золотого шёлка. Вверху изображены красная звезда и Великая Птица Зимбабве (Хунгве) (изваяние из зелёного мыльного камня с крыши храма в развалинах Большого Зимбабве (ок. XIII в.)), которая также изображена на национальном флаге.

## Символика
- Куду (две вертикально стоящие антилопы, расположенные по краям от щита): единство различных этнических групп в Зимбабве
- Земляной курган (светло-коричневый участок земли, на нём стоят антилопы и щит): необходимость всегда обеспечивать зимбабвийцев
- Девиз (изображён на ленте в самом низу герба): необходимость сохранения национального единства и свободы
- Зелёный щит (в центре): плодородие страны, почвы и воды
- Большое Зимбабве (серое строение в центре щита): историческое наследие нации
- Мотыга и автомат Калашникова (в центре за щитом): символизируют борьбу за мир и демократию, а также гордость за высокое качество работы народа Зимбабве. Кроме того, они символизируют переход от войны к миру.
- Полоски шелковых золотых и зеленых  тканей (изображены дугой выше щита): национальные финансовые компании и защиту экономики.
- Красная звезда (в центре выше щита): надежда на светлое будущее страны. Передаёт революционный характер достижения всеобщего голосования в 1980 году и борьбу за справедливое, равноправное общество.
- Великая Зимбабвийская Птица (изображена поверх звезды): национальную самобытность.
- Бело-голубые цвета, в виде волнистых линий (вертикальные полоски, образующие верхнюю часть щита): во-первых, водопад Викторию, главную природную достопримечательность; во-вторых, обилие рек и воды для сельского хозяйства.

## История герба

Герб Южной Родезии и непризнанного государства Родезия, 1924—1953, 1963—1981 гг..
Герб Федерации Родезии и Ньясаленда, 1953—1963 гг.

## Герб Родезии
Герб Родезии с 1924—1981 годов использовался самоуправляющейся британской колонией Южная Родезия в 1923—1964 и 1979—1980 годах, известной как Родезия в 1964—1979 годах, Зимбабве-Родезией в 1979 году и Зимбабве в 1980 году.
Официальное разрешение Королевского ордера на герб предоставлено 11 августа 1924 года.
На щите изображен красный лев и два чертополоха, взятые из семейного оружия Сесиля Родса, в честь которого была названа колония, а также латинский девиз Sit Nomine Digna (Будь достойным имени). Золотая кирка на зеленом поле представляет собой добычу полезных ископаемых, экономическую основу колонии.Также выше над щитом находится статуя из мыльного камня птицы Зимбабве, найденная в руинах Великого Зимбабве.
Щит герба использовался на флаге колонии, будучи помещенным в британский синий кормовой флаг в традиции большинства других британских колоний. Эта конструкция изменилась в 1964 году, когда поле флага было изменено на голубой. В ноябре 1968 года полный герб был помещен в центр нового родезийского флага, являвшего собой зелено-бело-зелёный триколор. После того, как Родезия была объявлена республикой в 1970 году, герб также фигурировал на президентском штандарте.